# Dozimetrija
Dozimetríja je področje fizike, ki se ukvarja z obravnavanjem sprememb v snovi pri obsevanju z ionizirajočim sevanjem ter z merjenjem doze ionizirajočega sevanja v snovi in tkivih. 
Absorbirana doza je na enoto mase preračunana energija, ki jo ionizirajoče sevanje na poti skozi snov preda tej snovi. Merimo jo v grejih (Gy). Za oceno škode, ki jo ionizirajoče sevanje povzroči v tkivu, je primernejša ekvivalentna doza, ki s faktorjem relativne biološke učinkovitosti upošteva, da so nekatere vrste ionizirajočega sevanja zaradi večje specifične ionizacije bolj škodljive kot druge. Merimo jo v sievertih (Sv). Merjenja doze ne smemo zamenjevati z merjenjem aktivnosti radioaktivnega izvira, ki jo izražamo v bekerelih (Bq).
Svetovno povprečje naravnega ionizirajočega sevanja za ljudi znaša okoli 3,5 mSv na leto, za Slovenijo pa okoli 2,5 mSv na leto. Izvira pretežno iz naravnih radioaktivnih izotopov v zemlji in kozmičnega sevanja.

## Dozimetri
Priprava za merjenje absorbiranje doze ionizirajočega sevanja je dozimeter. Ločimo plinske ionizacijske števce, kot so ionizacijska celica, proporcionalni števec in Geiger-Müllerjeva cev, polprevodniške števce in scintilacijske števce. Njihovo delovanje temelji na ionizaciji. Zdravniki in drugi delavci, ki delajo v bližini izvirov sevanja, pa pogosto uporabljajo tudi priročne, robustnejše in cenejše termoluminiscentne dozimetre. Njihovo delovanje ne temelji neposredno na ionizaciji, ampak na drugih fizikalnih pojavih, ki jo spremljajo, kot so termoluminiscenca in počrnitev fotografskega filma. Take dozimetre je treba pred uporabo umeriti z ionizacijskimi števci.